# Conca permiana (Europa)
|  | Per a altres significats, vegeu «Conca permiana». |

La conca permiana és una seqüència gruixuda de roques sedimentàries que foren dipositades en una conca sedimentària de grans dimensions durant el període Permià (fa 298,9–251,9 milions d'anys). Es troba al subsol del nord d'Europa, des d'Escòcia fins al nord de Polònia, passant per la costa oriental d'Anglaterra, gran part de la mar del Nord, els Països Baixos, Dinamarca i el nord d'Alemanya.
El 1959 es descobrí un gran jaciment de gas natural a la formació Rotliegend de Slochteren (Països Baixos). El Rotliegend és la part inferior de la seqüència permiana i es compon de més de 600 m de gresos i evaporites. Està cobert per una seqüència d'evaporites de 1.000 m de gruix, la formació Zechstein.